# Shahrokh Bayani
Shahrokh Bayani (Teherán, Irán; 31 de diciembre de 1960) es un exfutbolista de Irán que jugaba en la posición de centrocampista.

## Carrera

### Club
| Periodo   | Club          |
| --------- | ------------- |
| 1978–1985 | Esteghlal FC  |
| 1985–1987 | Persepolis FC |
| 1987-1989 | Al-Shamal SC  |
| 1989–1992 | Esteghlal FC  |
| 1992–1993 | Zob Ahan FC   |
| 1995      | Zob Ahan FC   |

### Selección nacional
Jugó para Irán de 1980 a 1992 con la que anotó ocho goles en 31 partidos, participó en dos ediciones de la Copa Asiática, de la que salió goleador del torneo en la edición de 1984. También participó en dos ediciones de los Juegos Asiáticos, donde ganó la medalla de oro en la edición de 1990.

## Logros

### Club
- Liga Azadegan:

1989/90
- Liga de Campeones de la AFC: 1

1990/91
- Liga de Teherán:

1983/84, 1986/87, 1991/92
- Copa Hazfi de Teherán:

1986/87

### Individual
- Goleador de la Copa Asiática 1984.